# Historiae (Sallust)

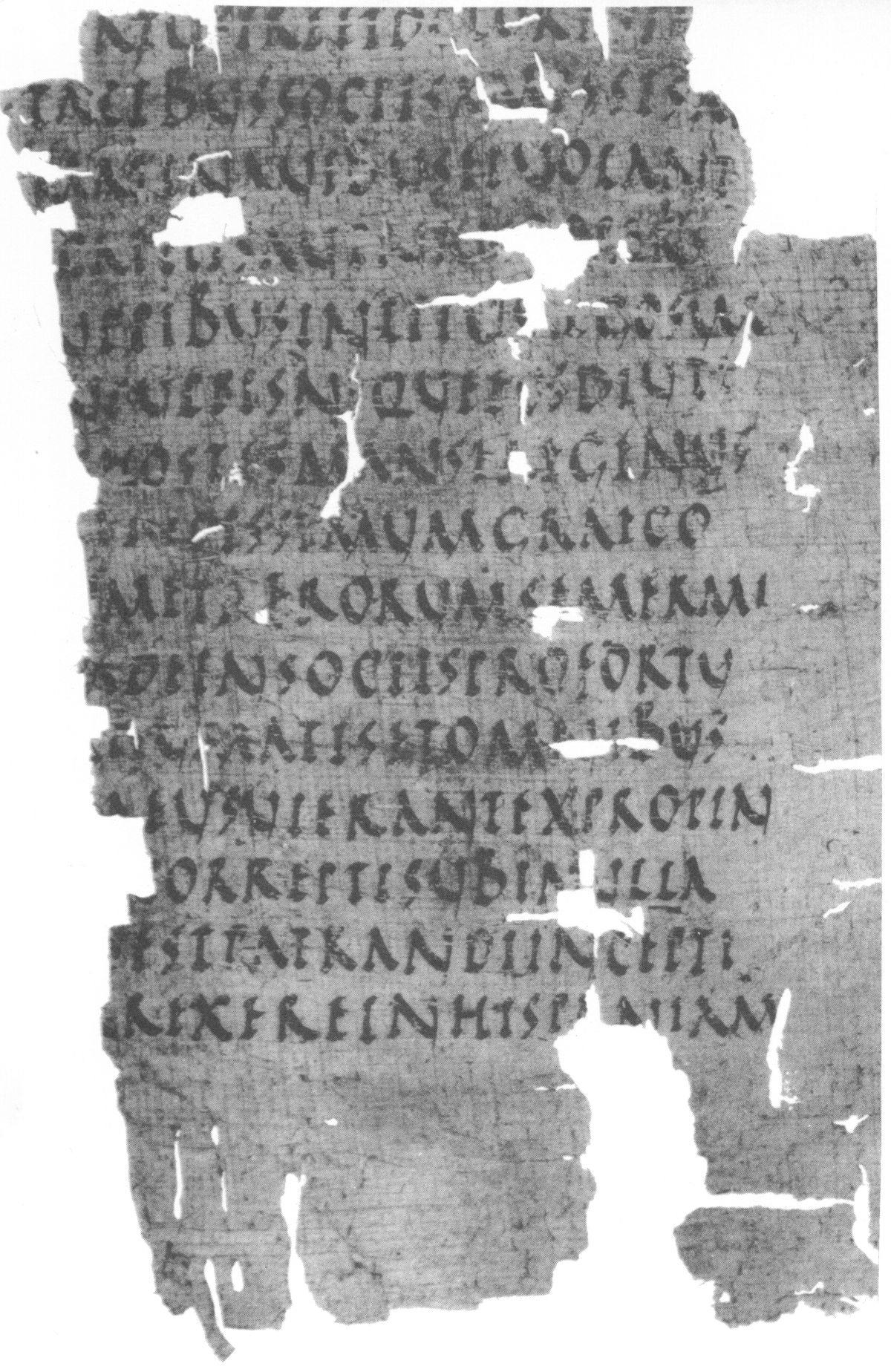
Ein Fragment der Historiae in einem Papyrus des 2./3. Jahrhunderts. Manchester, John Rylands Library, Pap. 473

Die Historiae (deutsch: Historien) sind ein Geschichtswerk des römischen Historikers Sallust, das nur fragmentarisch erhalten ist. Sie stellten das letzte und umfangreichste Werk dar, das Sallust in etwa den letzten fünf Jahren vor seinem Tod (35 oder 34 v. Chr.) verfasste. Die in fünf Bücher gegliederten Historien behandelten die Zeit vom Tode Sullas im Jahr 78 v. Chr. bis zum Jahre 67 v. Chr.

## Erhaltungszustand
Vollständig erhalten sind aus Sallusts Historien vier Reden und zwei Briefe, die in das Geschichtswerk eingeschoben waren und noch in der Antike für den Rhetorikunterricht exzerpiert wurden:
- Rede des Konsuls Marcus Aemilius Lepidus (78 v. Chr.)
- Rede des Senators Lucius Marcius Philippus (77 v. Chr.)
- Rede des Konsuls Gaius Aurelius Cotta (75 v. Chr.)
- Brief des Gnaeus Pompeius Magnus an den Senat (75/74 v. Chr.)
- Rede des Annalisten und Volkstribunen Gaius Licinius Macer (73 v. Chr.)
- Brief des Mithridates VI. an den Partherkönig (69 v. Chr.)

Ferner konnten im 19. Jahrhundert einige größere Fragmente des Werkes aufgefunden werden. Ein Teil der Blätter eines aus dem 4. oder 5. Jahrhundert stammenden Kodex der Historien wurde im 7. oder 8. Jahrhundert in Fleury mit einem Kommentar des Kirchenvaters Hieronymus zum judäischen Propheten Jesaja überschrieben. Zwei nicht reskribierte Blätter dieses Manuskriptes gelangten u. a. in den Besitz der schwedischen Königin Christina und von dort in den Kodex Reginensis 1283 der Vaticana, wo sie 1817 vom deutschen Althistoriker Barthold Georg Niebuhr entdeckt wurden. Palimpsest-Blätter desselben alten Kodex kamen sodann 1847 in Toledo zum Vorschein und wurden zuerst fälschlicherweise für Fragmente des Livius gehalten. Ein Fund weiterer Blätter der Sallust-Handschrift gelang schließlich 1885 in Orléans.
Antike Grammatiker, antiquarische Schriftsteller und Rhetoren liefern darüber hinaus mehr als 500 Zitate aus Sallusts Historien. Der Autor Iulius Exuperantius spielt bei der Rekonstruktion des ersten Buches der Historien eine bedeutende Rolle, da dieses Buch eine wichtige Quelle für seinen im 4. oder 5. Jahrhundert verfassten geschichtlichen Abriss war, der vom Leben des Gaius Marius bis zum Tod des Quintus Sertorius reicht.

## Inhalt und Tendenz
Sallust schrieb, wie sein Vorbild Thukydides, Zeitgeschichte, doch wurden auch vorangehende Ereignisse als Exkurs dargestellt. Beginnend wohl mit der Ära der Gracchen erzählte Sallust darin die römische Bürgerkriegszeit bis zum Konflikt zwischen Sulla und Marius sowie Sullas Diktatur, die er scharf kritisierte, da sie die Gegensätze zwischen Senat und Volk noch vergrößert habe. Er brandmarkte Sullas Regiment als Tyrannei. Die mit dessen Tod im Jahr 78 v. Chr. beginnende ausführliche Erzählung setzte das Geschichtswerk des römischen Historikers Sisenna fort. Der Dichter Ausonius gibt an, dass Sallusts Historien einen Zeitraum von zwölf Jahren umfassten, also bis zum Jahr 67 v. Chr. reichten. Dies stimmt mit den Zitaten überein, die nicht über diesen Zeitpunkt hinausgehen. Umstritten ist in der Forschung, ob Sallust sein Werk wirklich nur bis 67 v. Chr. führen wollte – ein Zeitpunkt, der für einen wirkungsvollen Abschluss ungeeignet erscheint – oder ob er während der Abfassung der Schrift verstarb.
Das erste Buch behandelte, nach dem erwähnten Exkurs über die bis zu den Gracchen reichende Vorgeschichte, die Ereignisse der Jahre 78/77 v. Chr. Eingelegt war darin die vollständig erhaltene Rede des Konsuls von 78 v. Chr., Marcus Aemilius Lepidus, der vor dem Volk für die Abschaffung der Ordnung Sullas eintrat. Es folgte u. a. Lepidus’ Rebellion und die gegen ihn gerichtete Rede des Konsuls von 91 v. Chr., Lucius Marcius Philippus, außerdem Vorkommnisse aus dem Unabhängigkeitskampf, den Spanien mit Unterstützung des Sertorius führte.
Der Tod des Lepidus auf Sardinien war um die Jahre 76 und 75 v. Chr. umfassenden zweiten Buch dargestellt, ferner der weitere Verlauf des Krieges gegen Sertorius, der von Pompeius bekämpft wurde. Letzterer beklagte sich 75 v. Chr. in dem erhaltenen Brief an den Senat über unzureichende Unterstützung. Sallust charakterisiert Pompeius in diesem Brief als sehr eitel und den Senat von oben herab behandelnd. Ebenfalls unter dem Jahr 75 v. Chr. legte Sallust die Rede des Konsuls Gaius Aurelius Cotta an das Volk ein. Er berichtete außerdem u. a. über die Vorgeschichte des Dritten Mithridatischen Kriegs, den Rom gegen den pontischen Herrscher Mithridates VI. führte, sowie über den Kampf des Publius Servilius Vatia gegen den Stamm der Isaurer.
Die Geschichte der Jahre 74 und 73 v. Chr. war im dritten Buch dargestellt, etwa der Feldzug des Marcus Antonius Creticus, des Vaters des Triumvirn Marcus Antonius, gegen die Piraten und seine Offensive gegen die Insel Kreta. Weiterhin erzählte Sallust den Beginn des nun ausbrechenden Krieges der Römer gegen Mithridates VI., die Niederlage des Sertorius in Spanien und den Anfang des Sklavenaufstandes des Spartacus, den auch zwei der im 19. Jahrhundert aufgefundenen Blätter eines Sallust-Manuskripts schildern. Ferner lässt der Autor den Volkstribunen Gaius Licinius Macer eine Rede halten, in der dieser Sulla und dessen Anhängern vorwirft, dem Volk seine Rechte entzogen zu haben, und zur Wiedererlangung dieser Freiheit aufruft.
Im vierten Buch, von 72 bis 68 v. Chr. reichend, berichtete Sallust über den heldenhaften Untergang des Spartacus sowie den Kampf des Lucullus gegen Mithridates und Tigranes und legte den Brief des pontischen Herrschers an den Partherkönig ein.
Schließlich enthielt das fünfte und letzte Buch (68/67 v. Chr.) u. a. die Darstellung des Endes der militärischen Auseinandersetzung zwischen Lucullus und Mithridates, die für den römischen Feldherrn zuletzt nicht gerade erfolgreich verlief.
Auch geographische Exkurse fehlten nicht in Sallusts Historien. Bekannt sind eine im Altertum berühmte Beschreibung des Schwarzen Meeres sowie etwa eine Deskription der Inseln Kreta und Sizilien.

## Textausgaben und Übersetzungen
- Sallust: Fragments of the Histories. Letters to Caesar. Edited and translated by John T. Ramsey, Harvard Univ. Press 2015 (Loeb Classical Library, 522). (vollständige Ausgabe der Textfragmente, englische Übersetzung, kurzer Kommentar)
- Antonio La Penna, Rodolfo Funari (Hrsg.): C. Sallusti Crispi Historiae. Bd. I: Fragmenta 1.1–146, Berlin/Boston 2015. (Neuausgabe aller Fragmente des 1. Buches der Historien mit italienischer Übersetzung und historisch-philologischem Kommentar)
- Rodolfo Funari (Hrsg.): C. Sallusti Crispi Historiarum Fragmenta. 2 Bde., Amsterdam 1996. (Ausgabe der indirekt überlieferten Textfragmente und ausführlicher Kommentar)
- C. Sallustius Crispus: Catilina, Iugurtha, Historiarum Fragmenta Selecta, Appendix Sallustiana. Hrsg. von L. D. Reynolds, Oxford 1991. (Textausgabe ausgewählter Fragmente sowie der 4 Reden und 2 Briefe)
- Sallust: Historiae / Zeitgeschichte. Lateinisch/Deutsch. Übers. und hrsg. von Otto Leggewie, Stuttgart 1975. (enthält die wichtigsten und größten Textfragmente der Historien)
- Sallust: The histories. Translated with introduction and commentary. Hrsg. von Patrick McGushin. 2 Bde., Oxford 1992–1994. (englische Übersetzung und Kommentar)